# 第八日的蟬
《第八日的蟬》（日语：／ Youkame no Semi ?），日本作家角田光代的懸疑小說。其獨特的視角和故事情節架構獲得高度評價。2010年改編成電視連續劇。2011年改編成電影。

## 故事大綱
秋山丈博的外遇對象野野宮希和子懷有身孕，在秋山丈博的要求下、希和子被迫墮胎，因墮胎造成的後遺症、使得希和子無法再懷孕。在那之後，秋山的元配秋山惠津子懷孕，在懷孕期間到希和子的家中放話「你是無法生育的空殼」，之後、惠津子產下一女，命名為惠理菜。
在一個暴雨之日，當時尚是六個月大的嬰兒的惠理菜被獨留家中，潛入屋內的希和子見到了嚎啕大哭的她，母性大發便將之抱走並取名為薰，做為自己的女兒撫養。她們來到專門收留單親媽媽的新興宗教團體天使之家，換了新名字並在該處生活，薰在那裡改名為利百加並認識了好友瑪隆。但由於天使之家隱匿了誘拐犯而遭到追查，希和子帶著薰再度逃跑，來到小豆島上。
希和子在小豆島上找了新工作，薰也認識了許多朋友，完全融入了當地生活。但在參加當地祭典時偶然被拍到照片並登上報紙，薰的親生父母看到照片後通知了警方、一起來到島上將希和子逮捕，希和子因誘拐未成年人被判刑六年，薰也回到了原生家庭並以原名惠理菜生活。但因為年紀尚小的惠理菜無法判斷誰才是母親而難以適應新家，與生母惠津子產生嚴重隔閡。
惠理菜升上大學後出外獨居，與補習班老師、有婦之夫的岸田相戀。期間自稱獨立撰稿人的安藤千草找上惠理菜要求採訪，兩人成為朋友，安藤千草表示自己就是當年在天使之家的碼隆。一日、惠理菜有了身孕，岸田給出和當年秋山丈博相同的理由，要求惠理菜墮胎，惠理菜因此與岸田分手。在那之後，懷有身孕的惠理菜和安藤千草一起前往已經荒廢的天使之家和小豆島，尋找自己的回憶。

## 登場人物
野野宮希和子 /宮田京子
秋山丈博的外遇對象，在誘拐惠理菜後將之命名為薰，並視為自己的女兒照顧。她化名宮田京子，和薰一起到小豆島上生活。最後被警察逮捕、判刑六年。
秋山惠理菜 /宮田薰
1984年8月19日生，薰的生日是7月30日。在出生後六個月被希和子帶走，四歲時因希和子被逮捕而回到原生家庭。

## 電視劇
《第八日的蟬》電視劇由NHK和TELEPACK聯合製作。是NHK重新設立電視劇檔「電視劇10」的首部電視劇。每週二晚22:00播放。檀麗主演，也是她首次主演電視劇。北乃紀伊飾演秋山惠理菜。
榮獲第27回ATP電視大獎。

### 演員陣容
- 野野宮希和子（宮田恭子/露絲） - 檀麗
- 秋山惠理菜（＝薰） - 北乃紀伊
- 薰（童年的惠理菜） - 小林星蘭
- 薰（2歳時） - 篠川桃音
- 秋山惠理菜（＝薰）（6個月） - 奥村夏帆
- 秋山丈博 - 津田寬治
- 秋山惠津子 - 板谷由夏

東京的人們
- 道代 - 秋篠竹城
- 岸田 - 岡田浩暉
- 里美 - 田熊靖子
- 女醫生- 安藤玉惠
- 永井千草 - 高橋真唯 / 畠山彩奈（8歳）
- 地裁裁判長 - 牧村泉三郎
- 遊樂園係員 - 松林慎司

小田原的人們
- 仁川康枝 - 京野琴美

名古屋的人們
- 中村富子 - 倍賞美津子
- 島本律師 - 松永玲子

岐阜的人們
- 沢田久美 - 坂井真紀
- 高石敬子 - 高畑淳子
- 長谷川直美 - 藤田弓子
- 永井智恵子 - 西山繭子
- 小村文代 - 池津祥子
- 榊原美惠 - 筒井真理子
- 沙羅 - 宮澤美保
- 亮太 -  有坂来瞳
- 德田宏美 - 宍戶美和公
- 飯塚由理 - 柳英里紗
- 島崎沙繪 - 水澤奈子
- 島崎一郎 - 武野功雄
- 取材記者 - 櫻田彩子

小豆島的人們
- 篠原文治 - 岸谷五朗
- 澤田昌江 - 吉行和子
- 大出喜美 - 左時枝
- 良子 - 阿部朋子
- 光惠 - 內山千春
- 土田 - 石井正則
- 島上的醫者 - 志賀廣太郎
- 醫院護士 - 小野晴子
- 島上男子- 日野陽仁
- 照相館店主 - 藤村俊二

### 製作
- 導演 - 佐佐木章光、藤尾隆
- 製作統籌 - 大加章雅、黑澤淳
- 音樂 - 渡邊俊幸
- 主題曲 - 城南海 「童神～我的寶物～」

### 各話資料
| 各話                                                    | 播放日期      | 日文標題 | 中文標題   | 導演       | 收視率 |
| ------------------------------------------------------- | ------------- | -------- | ---------- | ---------- | ------ |
| 第1回                                                   | 2010年3月30日 |          | 逃亡       | 佐佐木章光 | 8.2%   |
| 第2回                                                   | 2010年4月6日  |          | 天使之家   | 佐佐木章光 | 6.2%   |
| 第3回                                                   | 2010年4月13日 |          | 悲傷的女人 | 藤尾隆     | 7.4%   |
| 第4回                                                   | 2010年4月20日 |          | 戀         | 藤尾隆     | 8.4%   |
| 第5回                                                   | 2010年4月27日 |          | 光之島     | 藤尾隆     | 7.2%   |
| 最終回                                                  | 2010年5月4日  |          | 奇跡       | 佐佐木章光 | 9.3%   |
| 平均收視率 7.8%（收視率由Video Research於關東地區統計） |               |          |            |            |        |

## 節目的變遷
| NHK 電視劇10 | NHK 電視劇10                               | NHK 電視劇10 |
| ------------ | ------------------------------------------ | ------------ |
|              | 第八日的蟬 （2010年3月30日－2010年5月4日） |              |
|              | 離婚同居 （2010年5月18日－2010年6月15日）  |              |

## 電影
《第八日的蟬》電影由成島出執導、松竹發行。井上真央主演。2011年4月29日上映。
此電影版與原作不同，較著重講述成年後秋山惠理菜的故事。在第35屆日本電影金像獎上獲得最佳影片、最佳導演、最佳剧本、最佳女主角、最佳女配角在內的10個獎項，成為最大贏家。

### 演員陣容
- 秋山惠理菜 - 井上真央
- 野野宮希和子 - 永作博美
- 薰（童年的惠理菜） - 渡邊木實（日语：渡邉このみ）
- 安藤千草 - 小池榮子
- 岸田孝史 - 劇團一人
- 秋山丈博 - 田中哲司
- 秋山惠津子 - 森口瑤子
- 澤田久美 - 市川實和子
- 澤田昌江 - 風吹純
- 澤田雄三 - 平田滿
- Angel（天使） - 余貴美子
- 瀧（小豆島的照相館店主） - 田中泯

### 製作
- 製作總指揮 - 佐藤直樹
- 製作代表 - 野田助嗣
- 企劃 - 石田雄治 / 關根真吾
- 製作人 - 有重陽一、吉田直子、池田史嗣、武石宏登

- 導演 - 成島出
- 編劇 - 奥寺佐渡子
- 音樂 - 安川午朗

- 製作公司 - DJANGO
- 配給 - 松竹

### 主題曲
- 中島美嘉「Dear」[5]

### 插曲
- 約翰·梅爾「Daughters」
- Beach House「Zebra」

### 獎項
- 第3回TAMA電影獎[6]
  - 最佳女主角：永作博美
  - 最佳新進女演員：井上真央

- 第35回山路文子電影獎[7]
  - 最佳新人女演員：井上真央

- 第24回日刊體育電影大獎
  - 最佳新人：井上真央

- 第36回報知電影獎[8]
  - 最佳電影：《第八日的蟬》
  - 最佳女主角：永作博美

- 2012年飛躍大獎
  - 製作人獎：有重陽一

- 第85回電影旬報年度十佳獎
  - 最佳女主角：永作博美
  - 最佳女配角：小池榮子

- 第86回每日電影獎
  - 最佳女配角：永作博美

- 第54回藍絲帶獎
  - 最佳女主角：永作博美

- 第35回日本電影金像獎
  - 最佳影片
  - 最佳導演：成島出
  - 最佳劇本：奥寺佐渡子
  - 最佳女主角：井上真央
  - 最佳女配角：永作博美
  - 最佳新人：渡邊木實
  - 最佳音樂：安川午朗
  - 最佳攝影：藤澤順一
  - 最佳照明：金澤正夫
  - 最佳錄音：藤本賢一
  - 最佳剪輯：三條知生

## 外部連結
- 電視劇官方網站
- 電影官方網站 （页面存档备份，存于）